# Мястечко-Губи
Мястечко-Губи (пол. Miasteczko-Huby, нім. Friedheim Abbau) — село в Польщі, у гміні Мястечко-Краєнське Пільського повіту Великопольського воєводства.
Населення — 126 осіб (2011).
У 1975-1998 роках село належало до Пільського воєводства.

## Демографія
Демографічна структура станом на 31 березня 2011 року:
|          | Загалом | Допрацездатний вік | Працездатний вік | Постпрацездатний вік |
| -------- | ------- | ------------------ | ---------------- | -------------------- |
| Чоловіки | 59      | 19                 | 35               | 5                    |
| Жінки    | 67      | 14                 | 45               | 8                    |
| Разом    | 126     | 33                 | 80               | 13                   |